# Saint-Urbain (Finistère)
Saint-Urbain (bretonisch Lannurvan) ist eine französische Gemeinde im Département Finistère im Westen der Bretagne mit 1669 Einwohnern (Stand: 1. Januar 2022). Sie gehört zum Arrondissement Brest und ist Mitglied im Gemeindeverband Communauté d’agglomération du pays de Landerneau-Daoulas. Die Bewohner werden Saint-Urbannais und Saint-Urbannaises genannt.

## Geografie

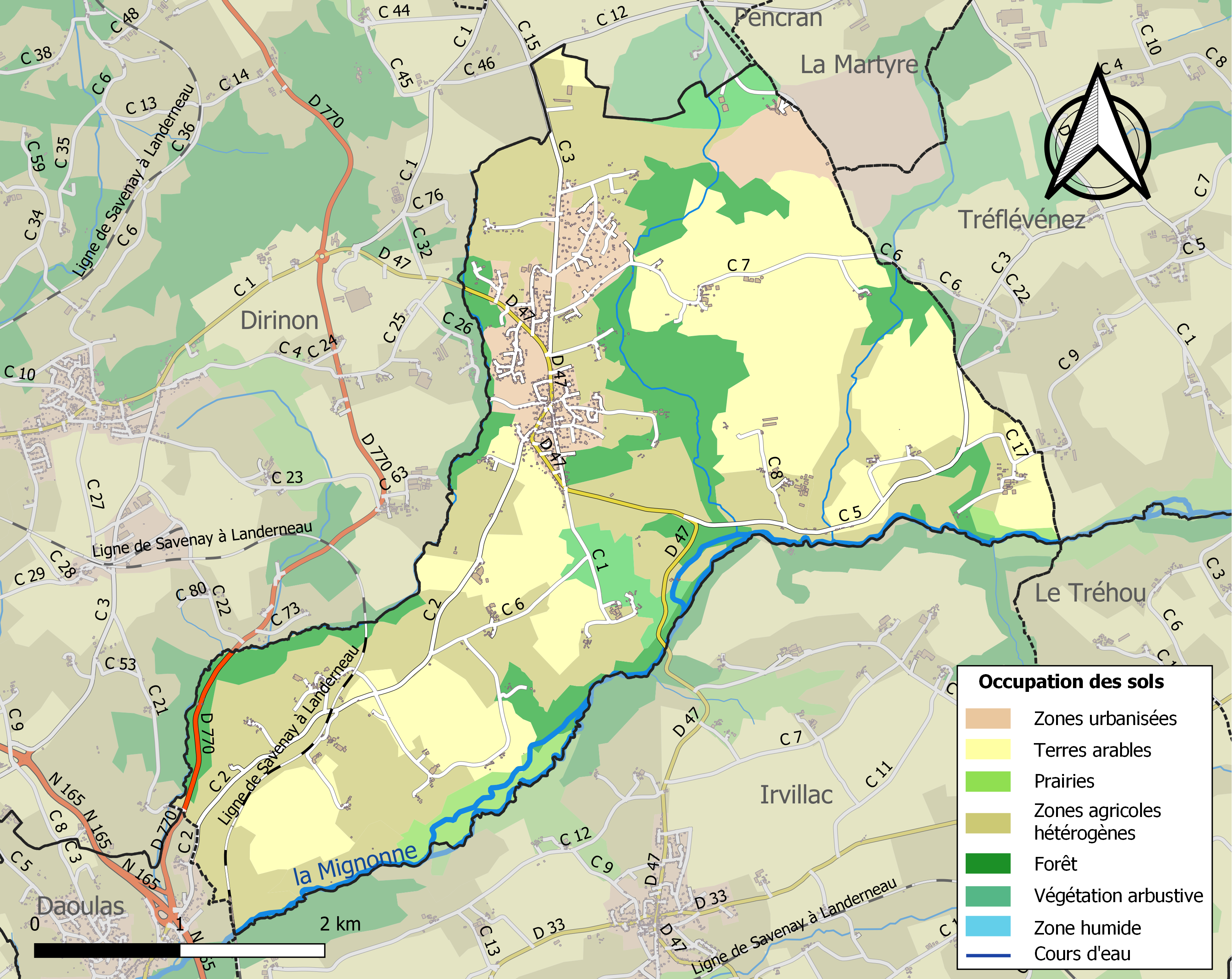
Bodennutzung, Hydrografie und Infrastruktur der Gemeinde (2018)

Saint-Urbain befindet sich in der historischen Landschaft der Cornouaille in der Nähe der Rade de Brest, etwa 19 Kilometer östlich von Brest. Das Gemeindegebiet wird im Süden durch den Küstenfluss Mignonne begrenzt. Außerdem wird das Gebiet der Gemeinde durch einen Bach entwässert, der es von Nord nach Süd durchquert und in die Mignonne mündet. Die Gemeinde ist sehr hügelig, die Höhenlage innerhalb ihres Gebiets reicht von 2 m im Tal der Mignonne bis 178 m im Nordosten. Das Zentrum liegt etwa 110 m über dem Meeresspiegel.
Fast drei Viertel der Fläche der Gemeinde werden landwirtschaftlich genutzt, etwa 15 % sind bewaldet, vor allem entlang der Wasserläufe.
Umgeben wird Saint-Urbain von den sieben Nachbargemeinden:
|         | Pencran La Martyre                          | Tréflévénez                 |
| Dirinon | Kompassrose, die auf Nachbargemeinden zeigt | Le Tréhou (Berührungspunkt) |
| Daoulas | Irvillac                                    |                             |

## Bevölkerungsentwicklung
| Jahr                       | 1962 | 1968 | 1975 | 1982 | 1990 | 1999 | 2006 | 2013 | 2020 |
| Einwohner                  | 505  | 466  | 583  | 1062 | 1120 | 1200 | 1385 | 1610 | 1667 |
| Quellen: Cassini und INSEE |      |      |      |      |      |      |      |      |      |

## Sehenswürdigkeiten
- Umfriedeter Pfarrbezirk im Weiler Trévarn. Die Kapelle Notre-Dame-de-Pitié wurde Ende des 17./Anfang des 18. Jahrhunderts erbaut. Sie birgt zahlreiche Ausstattungsgegenstände, die in der Base Palissy gelistet sind, darunter eine große Anzahl, die als Monument historique der beweglichen Objekte klassifiziert sind. Zusammen mit einem Calvaire, einer Heiligen Quelle und der Umfriedungsmauer ist sie seit 1998 als Monument historique eingeschrieben.
- Umfriedeter Pfarrbezirk im Zentrum der Gemeinde. Die Pfarrkirche Saint-Urbain wurde im gleichen Zeitraum errichtet.

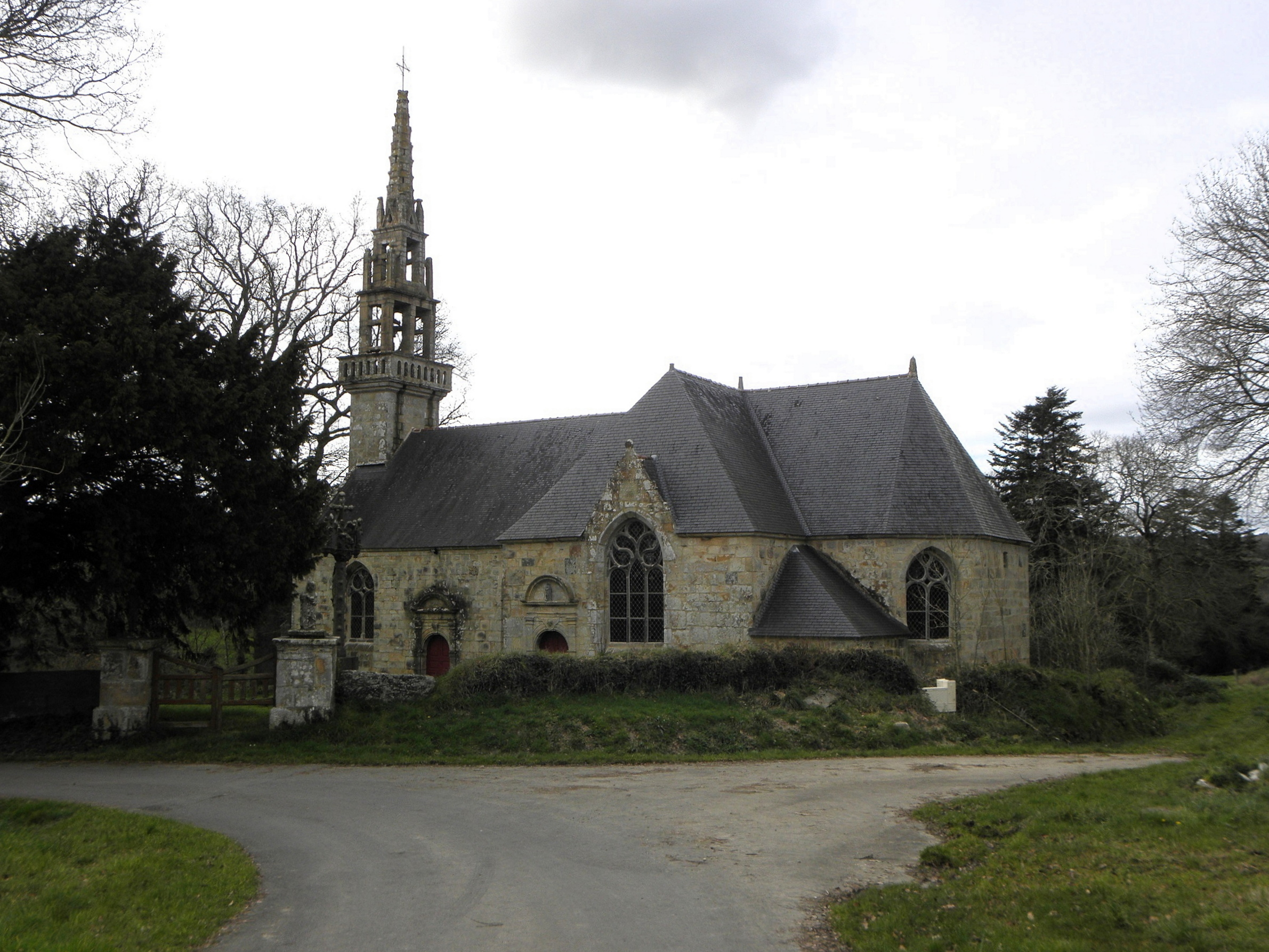
Kapelle Notre-Dame-de-Pitié
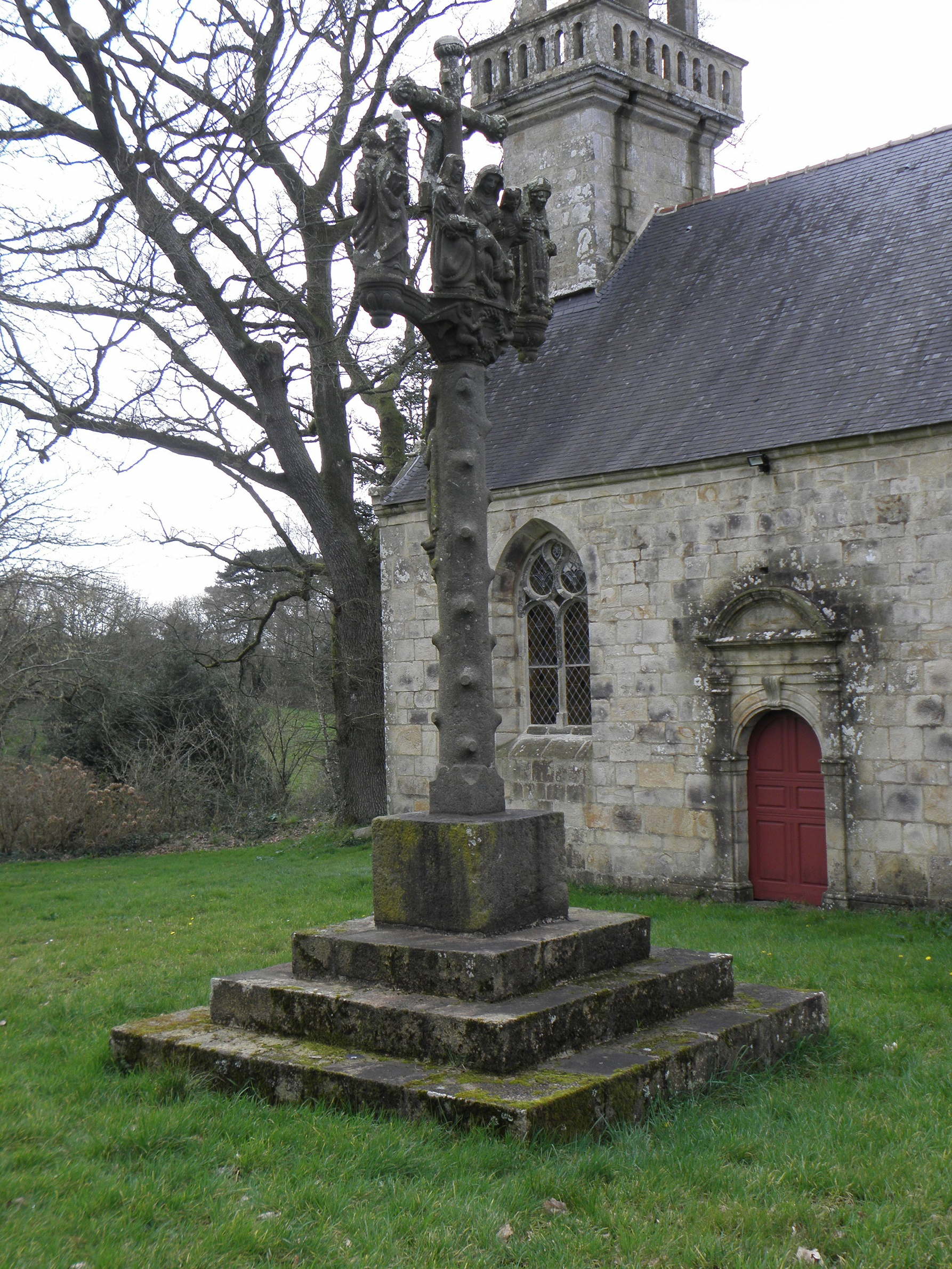
Calvaire bei der Kapelle Notre-Dame-de-Pitié
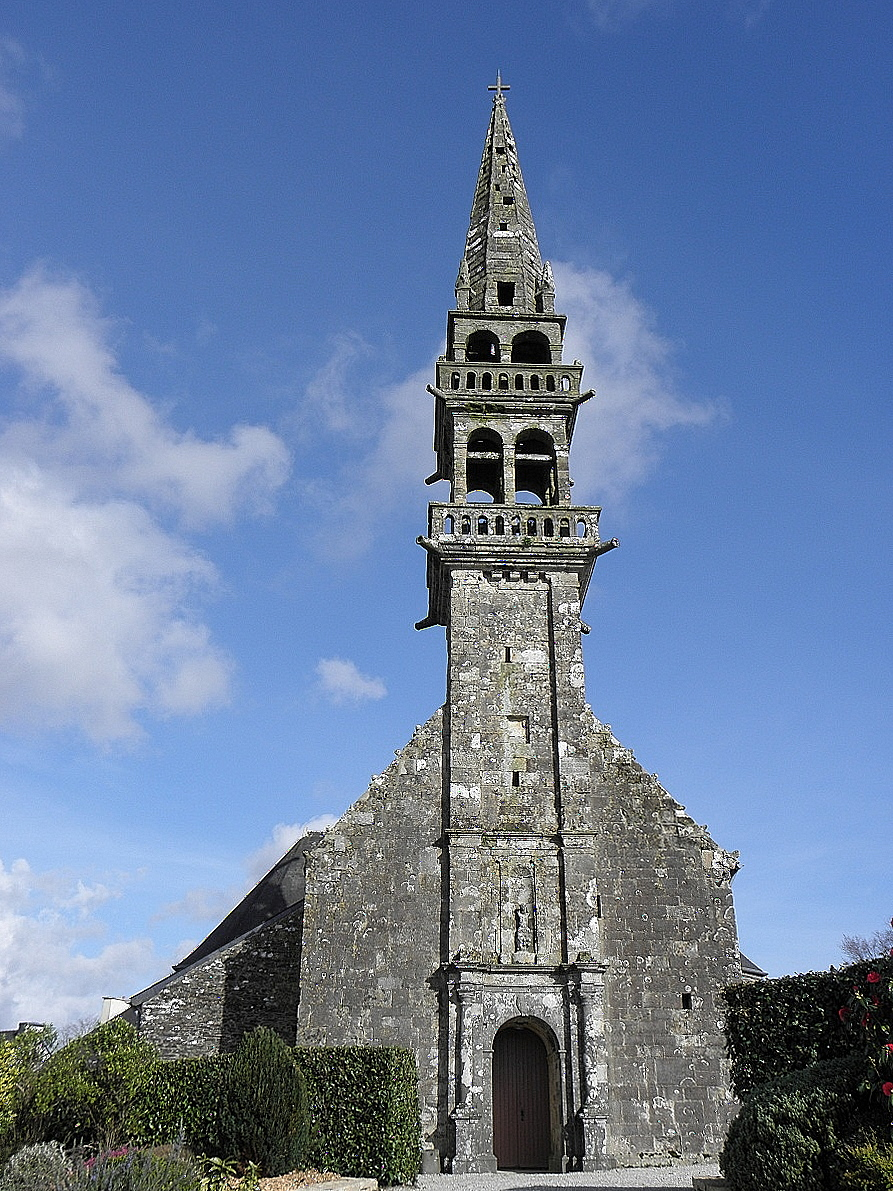
Pfarrkirche Saint-Urbain
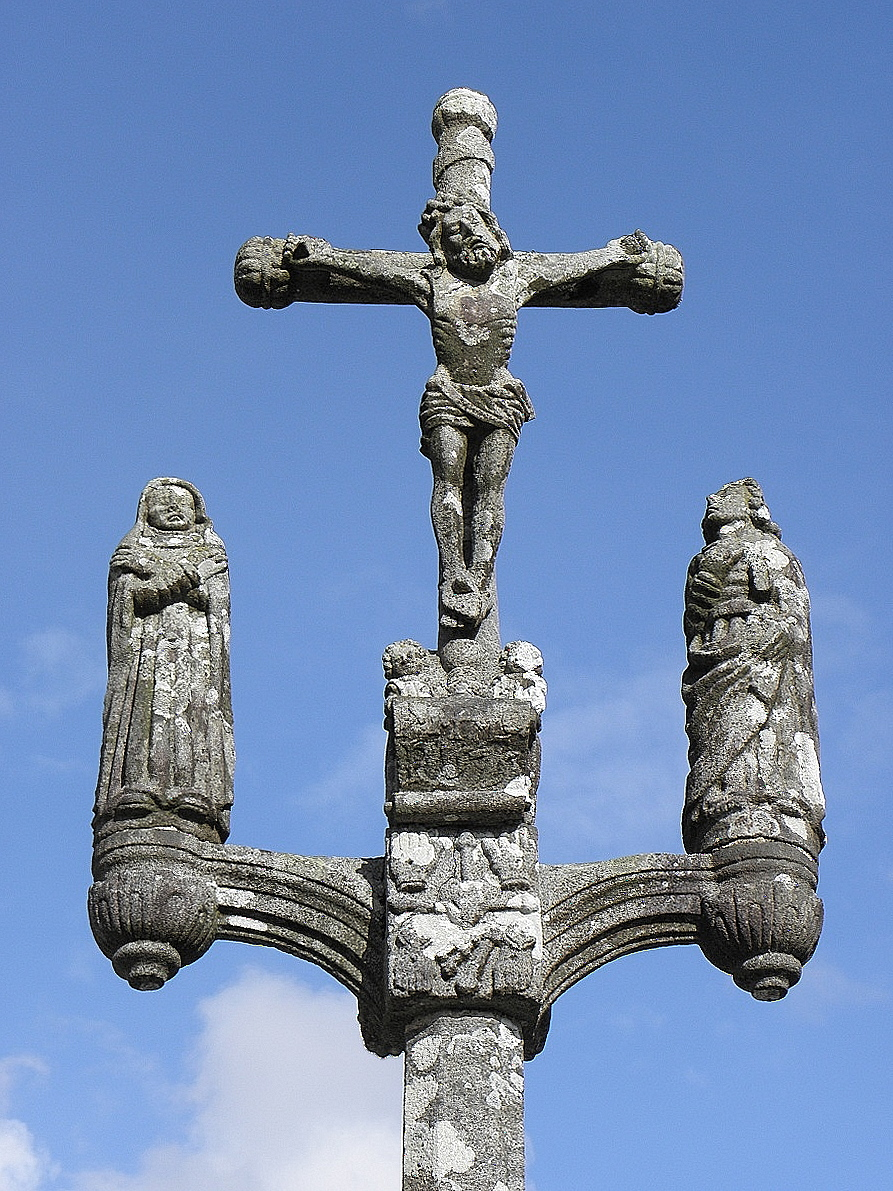
Calvaire bei der Pfarrkirche

## Verkehr
Die Gemeinde ist fernab von großen Verkehrsachsen. Die Departementsstraße 770, die ehemalige Route nationale 170, von Brignogan-Plages nach Quimper durchquert das Gemeindegebiet von Nord nach Süd am westlichen Rand auf einem Abschnitt von etwa einem Kilometer. Die Eisenbahnstrecke Landerneau–Quimper führt parallel dazu ebenfalls auf einem kurzen Abschnitt über Saint-Urbain, jedoch ohne Haltepunkt.

## Persönlichkeiten
- Louis De Goesbriand (1816–1899), erster Bischof von Burlington, geboren in Saint-Urbain